# شیر دروازه‌ای

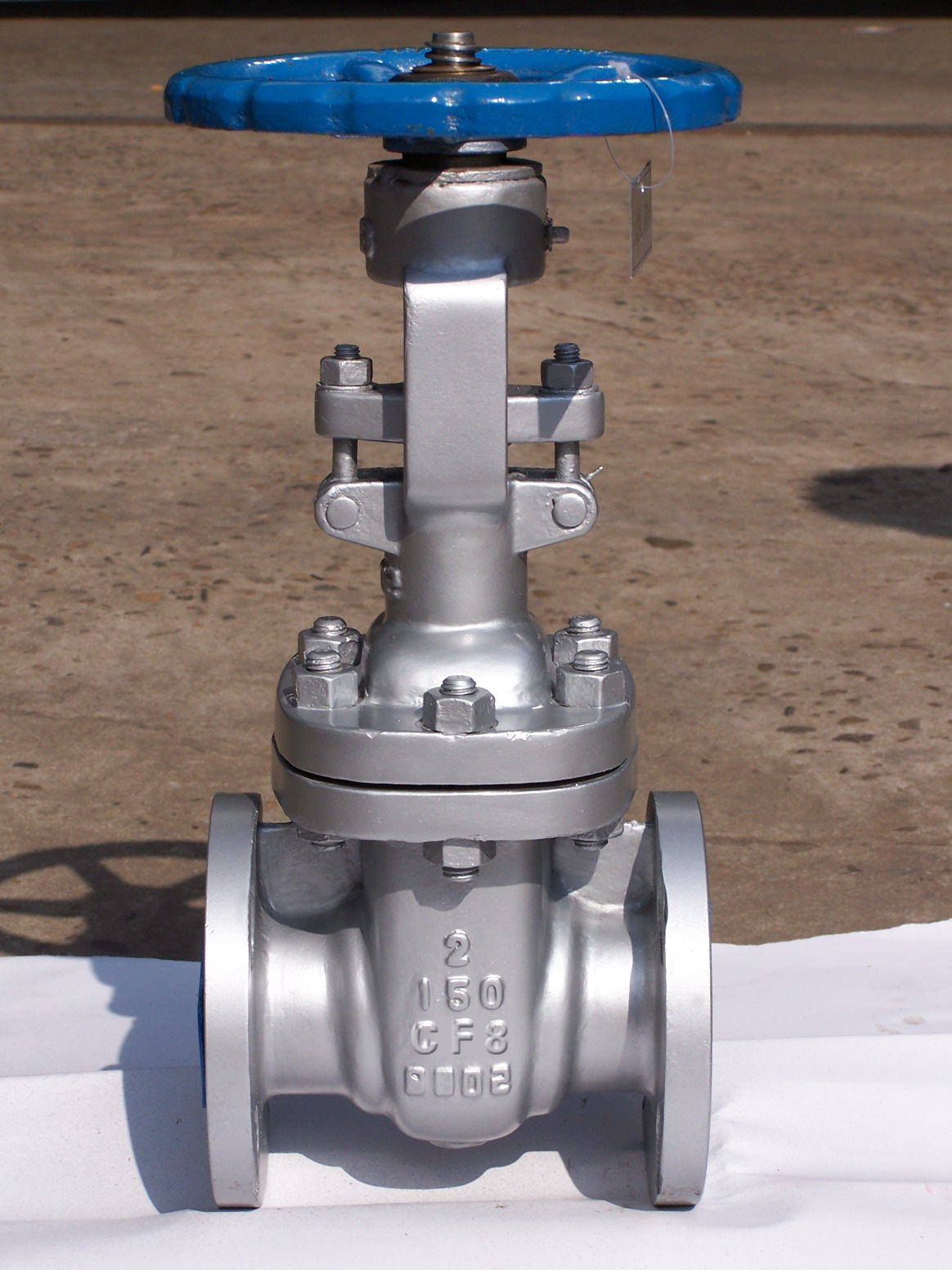
یک شیر دروازه ای از جنس فولاد زنگ نزن

شیر دروازه‌ای یا شیر کشویی (به انگلیسی: Gate valve) گونه‌ای از شیر صنعتی است که در آن از یک دریچه دایره‌ای یا مستطیلی برای باز و بسته کردن مسیر جریان سیال استفاده می‌شود و گاهی به آن Slide Valve نیز گفته می‌شود.

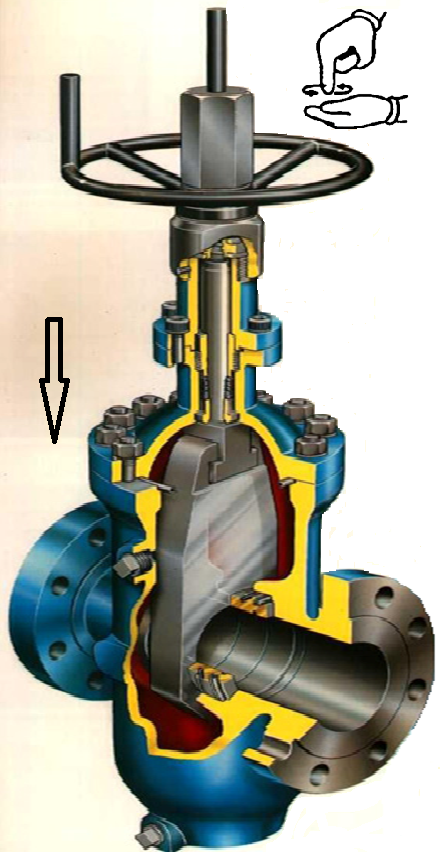
شیر دروازه ای از نوع Through Conduit

در این شیر عضو مسدود کننده جریان به‌صورت عمود بر جریان حرکت می‌نماید. ساختمان ساده آن، دارای بدنه، یک صفحه گوه ای شکل یا صفحه سوراخدار، کلاهک آب‌بندی (Bonnet)، دو حلقه آب‌بندی (Seat-ring)، ساقه (stem) و یوک (Yoke) می‌باشد.
شیرهای دروازه ای دارای انواع Wedge Gate Valve, Through Conduit Gate Valve ,Knife Gate Valve می‌باشد.

## ساختار کلی و عملکرد
این نوع شیر در دسته‌بندی شیرآلات قطع و وصل جریان (on- off) قرار داشته و در حالت نیم باز دچار آسیب خواهند شد. عضو مسدود کننده جریان (گوه ای یا تخت)، که به‌وسیله ساقه شیر حرکت خطی عمود بر جریان خواهد داشت وظیفه باز و بسته کردن شیر را بر عهده دارد.
دو سیترینگ در بدنه قرار داده شده‌است که در اثر تماس آن باسطوح آب‌بندی عضو مسدود کننده جریان مسیر مسدود می‌گردد. آب‌بندی در این شیرها به صورت تماس فلز به فلز(Metal to Metal / Metal Seated) می‌باشد.

## اجزای شیر دروازه‌ای

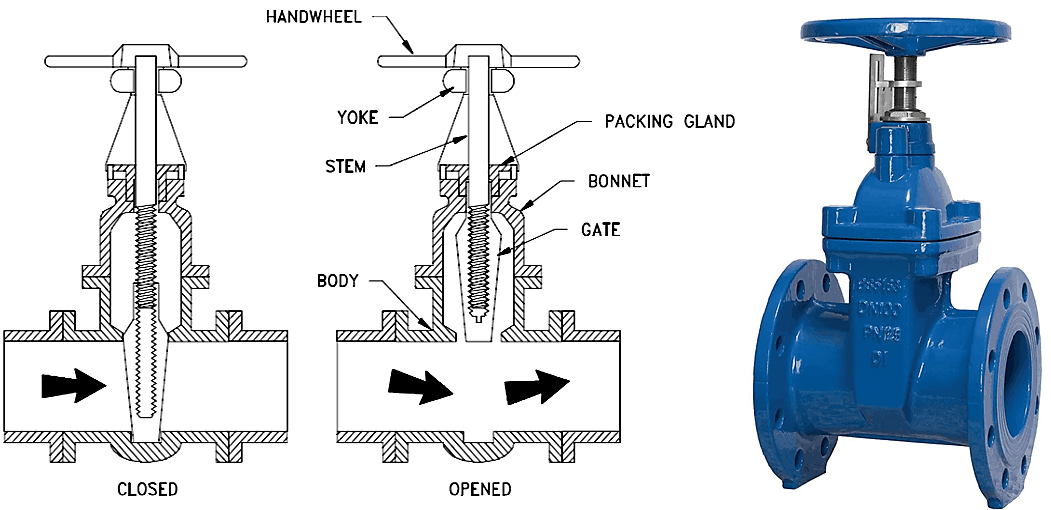

اجزای شیر دروازه‌ای به ترتیب اعداد عبارت‌اند از:
1. بدنه (Body)
2. درپوش (Bonnet)
3. گوه یا دروازه (Wedge)
4. ساقه (Stem)
5. گلند (Gland)
6. رینگ نشیمن (Seat Ring)
7. یوک (Yoke)
8. پکینگ (Packing)
9. فلنج گلند (Gland Flange)
10. پورت شیر (Valve Port)
11. بوش یوک (Yoke Bush)
12. فانوسک (Lantern)
13. بوش نشیمن پشتی (Back Seat Bushing)
14. پیچ و مهره‌های گلند (Gland Eyebolts & Nuts)
15. پیچ و مهره‌های درپوش (Bonnet Bolts & Nuts)
16. چرخ‌دستی (Handwheel)
17. مهره چرخ‌دستی (Handwheel Nut)
18. گسکت درپوش (Bonnet Gasket)

### سه بخش اصلی در شیر دروازه‌ای
- بدنه (Body): از طریق فلنج، جوش یا رزوه به لوله‌کشی یا تجهیزات متصل می‌شود.
- درپوش (Bonnet): شامل قطعات متحرک است و به بدنه با پیچ متصل می‌شود.

- تریم شیر (Trim): قطعات داخلی شیر که قابل تعویض و تماس مستقیم با سیال دارند. تریم شیر شامل ساقه، گیت (دیسک یا گوه)، و رینگ‌های نشیمن می‌باشد.[۲]

## تریم (Trim)
قطعاتی که در آب‌بندی نقش مستقیم داشته باشند اصطلاحاً تریم نامیده می‌شوند. متریال‌هایی که به‌طور استاندارد می‌توانند برای این قطعات در نظر گرفته شوند در جداول استاندارد API 600 آورده شده‌اند.
تریم در شیرهای دروازهای:
- استم(Stem)
- نشیمنگاه (Seat).
- سطح آب‌بند دیسک (Gate Seating Surface).
- بوش بک سیت (Back Seat Bushing).
- قسمتهای کوچک داخلی که به‌طور عادی با سیال در ارتباط هستند، مانند پین‌هایی که استم را به گیت متصل می‌کنند.

## استانداردها
برخی استانداردهای مرتبط با ساخت و تست شیرهای دروازه ای در صنعت پتروشیمی به شرح زیر است:
- ASME B16.34 - استاندارد مرتبط با Rating یا رتبه‌بندی شیرها بر اساس دما و فشار کاری بر حسب کلاس فشاری.
- API 6D - مشخصات شیرهای خطوط انتقال - این استاندارد مباحث مربوط به طراحی، ساخت، تست و مستندسازی اسناد مرتبط با شیرهای توپی، یکطرفه، دروازه‌ای و سماوری را تا کلاس فشار ۲۵۰۰ شرح می‌دهد.
- API 598 - بازرسی شیر و تست - این استاندارد مباحث مربوط به بازرسی، بررسی، و الزامات مربوط به تست شیرها را شرح می‌دهد.
- API 600 - این استاندارد مباحث مربوط به شیرهای دروازه ای فولادی بانت پیچی را در صنعت نفت و گاز و پتروشیمی شرح می‌دهد.
- API 595 - استاندارد شیرهای دروازه ای چدنی اتصال فلنجی
- API 597 - استاندارد شیرهای دروازه ای فولادی نوع ونتوری با اتصال فلنجی یا جوشی

## آلیاژهای پر کاربرد در ساخت شیر دروازه ای
1. فولاد کربنی (Carbon Steel): فولاد کربنی به عنوان یک متریال ارزان قیمت و پرکاربرد در ساخت شیرهای دروازه‌ای استفاده می‌شود. این نوع فولاد دارای مقاومت خوبی در برابر فشار و حرارت است.
2. فولاد ضد زنگ (Stainless Steel): فولاد ضد زنگ، به دلیل مقاومت بالا در برابر خوردگی و اکسیداسیون، در برابر سیالات خورنده و محیط‌های خاص مورد استفاده قرار می‌گیرد. شیرهای دروازه‌ای با مواد مقاوم در برابر زنگ زدگی از جنس استیل ضد زنگ می‌توانند به عنوان یک گزینه پایدار و بادوام برای برنامه‌های صنعتی استفاده شوند.
3. آلیاژهای نیکل (Nickel Alloys): آلیاژهای نیکلی به عنوان یک متریال با مقاومت بالا در برابر خوردگی و حرارت، در برخی از برنامه‌های صنعتی که با سیالات گرم یا خورنده سر و کار دارند استفاده می‌شوند.
4. آلومینیوم (Aluminum): آلومینیوم به عنوان یک فلز سبک و مقاوم در برابر خوردگی، در برخی از پروژه‌ها و برنامه‌های کاربردی که نیازمند وزن کمتر هستند، استفاده می‌شود.
5. برنج (Brass): برنج به عنوان یک آلیاژ از مس و روی، در برخی از برنامه‌های خاص که نیازمند ویژگی‌های خاص مانند رسوب‌گیری کم و خاصیت ضد عفونی کنندگی هستند، به کار می‌رود.

## انواع شیرهای دروازه
این شیرها دارای طراحیهای متنوع از لحاظ ساختار می‌باشند.

### شیر دروازه ای گوه ای (Wedge Gate Valve)
این نوع از شیرهای دروازه ای دیسک به صورت گوه با زاویه ۳ تا ۵ درجه بوده و سیترینگ‌ها نیز دارای همین زوایه هستند. شیر دروازه ای گوه ای بیشتر در مسیر سیال‌های مایع (آب، نفت در گازوئیل، روغن و…) کاربرد دارد.
مشخصات فنی بر اساس استاندارد BS 1414:
Bolted bonnet gate valves - Outside screw and yoke - Rising stem with flexible wedge
مزایا:
وزن و قیمت پائین در مقایسه با سایر شیرهای قطع و وصل جریان - نصب آسان - آب‌بندی مناسب (تا زمانیکه شیر تحت نوسانات دمایی زیاد نباشد)- سهولت در تعمیر
معایب:
آسیب دیدن حلقه‌های آب‌بند (سیترینگ‌ها) و محل آب‌بندی روی گوه در صورت نیمه بازبودن - ته‌نشین شدن رسوبات در فاصله بین دو سیترینگ و ممانعت از بسته شدن کامل شیر - غیرقابل پیگ رانی بودن - ارتفاع بیشتر در مقایسه با سایر شیرهای عمومی

### شیرهای دروازه ای خط لوله (THROUGH CONDUIT GATE VALVE)
بیشترین کاربرد این شیرها در خطوط لوله انتقال است. این شیرها FULL PORT بوده و قابلیت عبور توپک (پیگ رانی) را دارند. در این شیرها آشفتگی جریان و افت فشار کمتر است.
در وسط عضو مسدود کننده جریان سوراخی وجود دارد که هنگامی که شیر درحالت کاملاً باز قرار دارد، در راستای پورت شیر قرار می‌گیرد.
آب‌بندی این شیرها بر اساس تماس فلز با غیر فلز (SOFT SEATED) می‌باشد.
دیسک این شیرها که به آن SLAB نیز گفته می‌شود دارای دو سطح کاملاً صیقلی و موازی است در نتیجه سطح سیترینگ‌ها نیز موازی خواهند بود. به همین علت به این شیرها PARALLEL SEAT نیز گفته می‌شود. بر روی سیترینگ‌های فولادی حلقه ای از جنس نرم (معمولاً PTFE یا R PTFE) نصب می‌شود (SEAT INSERT). سیستم سیترینگ‌ها همانند شیرهای توپی توسط مجموعه ای از فنرها به سمت عضو مسدود کننده جریان که به‌صورت صفحه ای تخت و سوراخدار است هدایت می‌شوند. فشار سیال نیز به حرکت سیترینگ‌ها به سمت دیسک کمک می‌کند.
تریم در این شیرها عبارتند از: سطح دیسک، سطح سیترینگ، ساقه، بک سیت بوشینگ و گلند.
این شیرها اکثراً دارای سیستم تزریق گریس بوده و در صورت مشاهده نشتی می‌توان با تزریق گریسهای مخصوص آب‌بند اضطراری (EMERGENCY SEAL) آن را آب‌بندی نمود. این گریس‌ها عمدتاً پایه مصنوعی (synthetic base) می‌باشند.

### شیرهای دروازه ای چاقویی (KNIFE GATE VALVE)
ساختمان این نوع شیر تشابه زیادی با شیرهای گوه ای دارند با این تفاوت که به‌جای گوه، دارای دیسک نازک با لبه تیز هستند و به همین واسطه بیشتر برای سیالات دارای ذرات جامد کاربرد دارند. صنایع کاغذ سازی، دوغابهای صنعتی و نفت خام از این دسته هستند.
این شیرها FACE TO FACE بسیار کمی دارند و فضای کمی را اشغال می‌کنند. دو سطح دیسک در این نوع شیر با یکدیگر موازی و در نتیجه سطوح سیترینگ‌ها نیز با یکدیگر موازی هستند، به همین علت جزو خانواده شیرهای PARALLEL SEAT قرار می‌گیرند.
جنس دیسکها در صورتیکه از فولادهای کربنی انتخاب شوند به روش ENP یا HCR پوشش می‌گردند. شیرهای چاقویی در دو نوع دارای کلاهک و بدون کلاهک BONNET-LESS ساخته می‌شوند.
در این شیرها نیز مانند شیرهای THROUGH CONDUIT سیتهای فلزی نسبت به بدنه دارای لقی خاصی هستند که این فضا توسط اورینگ‌های محیطی پر شده و آب‌بند می‌گردد. در نوع Resilient Seat داخل سیتها شیاری تعبیه شده که SEAT INSERT در داخل آنها پرس می‌شود که سطح آن به‌طور دائم با سطح دیسک در تماس است.
این شیرها تحمل فشارهای بالا را ندارند. به همین علت بیشتر برای فشار ۱۰ الی ۲۰ بار مورد استفاده قرار می‌گیرند.